# Mannschaftskader der Primera División (Schach) 1978
Die Liste der Mannschaftskader der Primera División (Schach) 1978 enthält alle Spieler, die in der spanischen Primera División im Schach 1978 mindestens eine Partie spielten, mit ihren Einzelergebnissen.

## Allgemeines
Während UP Las Palmas in allen Wettkämpfen die gleichen vier Spieler einsetzte, spielten bei CE Vulcà Barcelona, CA Caja Insular de Ahorros und Asociación Barcinona je sechs Spieler mindestens eine Partie. Insgesamt kamen 47 Spieler zum Einsatz, von denen 22 an allen Wettkämpfen teilnahmen.
Punktbester Spieler war Óscar Humberto Castro Rojas (CE Olot) mit 7 Punkten aus 8 Partien. Bent Larsen (UD Las Palmas) erreichte 6,5 Punkte aus 8 Partien, Josep Garriga Nualart (Asociación Barcinona) 6 Punkte aus 7 Partien. Kein Spieler erreichte 100 %, das prozentual beste Ergebnis gelang ebenfalls Castro Rojas.

## Legende
Die nachstehenden Tabellen enthalten folgende Informationen:
- Nr.: Ranglistennummer
- Titel: FIDE-Titel; GM = Großmeister, IM = Internationaler Meister
- Land: Verbandszugehörigkeit gemäß Elo-Liste von Januar 1978; COL = Kolumbien, DEN = Dänemark, ESP = Spanien, PER = Peru
- Elo: Elo-Zahl in der Elo-Liste von Januar 1978
- G: Anzahl Gewinnpartien
- R: Anzahl Remispartien
- V: Anzahl Verlustpartien
- Pkt.: Anzahl der erreichten Punkte
- Partien: Anzahl der gespielten Partien

## UD Las Palmas
| Nr. | Titel | Name                      | Land | Elo  | G | R | V | Pkt. | Partien |
| --- | ----- | ------------------------- | ---- | ---- | - | - | - | ---- | ------- |
| 1   | GM    | Bent Larsen               | DEN  | 2620 | 5 | 3 | 0 | 6,5  | 8       |
| 2   | IM    | José Miguel Fraguela Gil  | ESP  | 2305 | 3 | 3 | 2 | 4,5  | 8       |
| 3   |       | Juan Pedro Domínguez Sanz | ESP  | 2285 | 3 | 2 | 3 | 4    | 8       |
| 4   |       | Octavio Pérez Montesdeoca | ESP  |      | 2 | 3 | 3 | 3,5  | 9       |

## CE Vulcà Barcelona
| Nr. | Titel | Name                     | Land | Elo  | G | R | V | Pkt. | Partien |
| --- | ----- | ------------------------ | ---- | ---- | - | - | - | ---- | ------- |
| 1   | GM    | Orestes Rodríguez Vargas | PER  | 2485 | 3 | 3 | 2 | 4,5  | 8       |
| 2   |       | Ángel Martín González    | ESP  | 2390 | 4 | 2 | 2 | 5    | 8       |
| 3   |       | Jordi Ayza Ballester     | ESP  |      | 4 | 0 | 1 | 4    | 5       |
| 4   |       | Manuel Nieto Míguez      | ESP  |      | 0 | 1 | 2 | 0,5  | 3       |
| 5   |       | Manuel Pujol Sans        | ESP  |      | 0 | 1 | 1 | 0,5  | 2       |
| 6   |       | Víctor Manuel Vehí Bach  | ESP  |      | 3 | 2 | 1 | 4    | 6       |

## CE Olot
| Nr. | Titel | Name                        | Land | Elo  | G | R | V | Pkt. | Partien |
| --- | ----- | --------------------------- | ---- | ---- | - | - | - | ---- | ------- |
| 1   | IM    | Óscar Humberto Castro Rojas | COL  | 2425 | 6 | 2 | 0 | 7    | 8       |
| 2   | IM    | Antonio Medina García       | ESP  | 2350 | 2 | 4 | 2 | 4    | 8       |
| 3   |       | Rafael González Maza        | ESP  |      | 3 | 2 | 3 | 4    | 8       |
| 4   |       | Jorge Cuadras Avellana      | ESP  |      | 0 | 1 | 2 | 0,5  | 3       |
| 5   |       | José Monedero González      | ESP  |      | 3 | 0 | 2 | 3    | 5       |

## CE Terrassa
| Nr. | Titel | Name                  | Land | Elo  | G | R | V | Pkt. | Partien |
| --- | ----- | --------------------- | ---- | ---- | - | - | - | ---- | ------- |
| 1   |       | Alejandro Pablo Marín | ESP  | 2450 | 2 | 5 | 1 | 4,5  | 8       |
| 2   |       | Xavier Mateu i Palau  | ESP  |      | 4 | 2 | 2 | 5    | 8       |
| 3   |       | Juan Pomés Marcet     | ESP  |      | 1 | 3 | 2 | 2,5  | 6       |
| 4   |       | Jaume Mora Carbera    | ESP  |      | 2 | 2 | 0 | 3    | 4       |
| 5   |       | Emili Simón Padrós    | ESP  |      | 2 | 2 | 2 | 3    | 6       |

## CA Caja Insular de Ahorros
| Nr. | Titel | Name                          | Land | Elo  | G | R | V | Pkt. | Partien |
| --- | ----- | ----------------------------- | ---- | ---- | - | - | - | ---- | ------- |
| 1   |       | José García Padrón            | ESP  | 2415 | 0 | 5 | 3 | 2,5  | 8       |
| 2   |       | Augusto Menvielle Lacourrelle | ESP  | 2315 | 2 | 1 | 4 | 2,5  | 7       |
| 3   |       | Ángel Fernández Fernández     | ESP  | 2310 | 1 | 3 | 0 | 2,5  | 4       |
| 4   |       | Sergio Cabrera Guerra         | ESP  | 2205 | 2 | 2 | 0 | 3    | 4       |
| 5   |       | Hugo Rubio Purriños           | ESP  | 2250 | 4 | 1 | 3 | 4,5  | 8       |
| 6   |       | Manuel Quesada                | ESP  |      | 0 | 1 | 0 | 0,5  | 1       |

## UGA Barcelona
| Nr. | Titel | Name                               | Land | Elo  | G | R | V | Pkt. | Partien |
| --- | ----- | ---------------------------------- | ---- | ---- | - | - | - | ---- | ------- |
| 1   | GM    | Arturo Pomar Salamanca             | ESP  | 2420 | 0 | 6 | 2 | 3    | 8       |
| 2   |       | Francisco Javier Ochoa de Echagüen | ESP  | 2345 | 2 | 4 | 1 | 4    | 7       |
| 3   |       | Joaquín Serra Margalef             | ESP  |      | 1 | 4 | 3 | 3    | 8       |
| 4   |       | Guillermo Buxadé Roca              | ESP  | 2210 | 2 | 4 | 2 | 4    | 8       |
| 5   |       | Joan Masip Salvans                 | ESP  |      | 0 | 1 | 0 | 0,5  | 1       |

## Asociación Barcinona
| Nr. | Titel | Name                   | Land | Elo  | G | R | V | Pkt. | Partien |
| --- | ----- | ---------------------- | ---- | ---- | - | - | - | ---- | ------- |
| 1   |       | Luís González Mestres  | ESP  | 2400 | 1 | 4 | 3 | 3    | 8       |
| 2   |       | Jaime Anguera Maestro  | ESP  |      | 1 | 2 | 4 | 2    | 7       |
| 3   |       | Gregorio García Conesa | ESP  | 2345 | 1 | 4 | 3 | 3    | 8       |
| 4   |       | Josep Garriga Nualart  | ESP  | 2400 | 5 | 2 | 0 | 6    | 7       |
| 5   |       | Lluís Coll Enriquez    | ESP  |      | 0 | 0 | 1 | 0    | 1       |
| 6   |       | Lluís Viladot Serra    | ESP  |      | 0 | 1 | 0 | 0,5  | 1       |

## CA Peña Rey Ardid Bilbao
| Nr. | Titel | Name                         | Land | Elo | G | R | V | Pkt. | Partien |
| --- | ----- | ---------------------------- | ---- | --- | - | - | - | ---- | ------- |
| 1   |       | Pedro María Zabala Bilbao    | ESP  |     | 1 | 3 | 4 | 2,5  | 8       |
| 2   |       | Juan Mario Gómez Esteban     | ESP  |     | 3 | 2 | 3 | 4    | 8       |
| 3   |       | Luis Carnicero Rodríguez     | ESP  |     | 1 | 0 | 5 | 1    | 6       |
| 4   |       | Ferran Arrechea Larrea       | ESP  |     | 3 | 2 | 2 | 4    | 7       |
| 5   |       | Juan Carlos Fernández García | ESP  |     | 1 | 2 | 0 | 2    | 3       |

## GE Seat Barcelona
| Nr. | Titel | Name                      | Land | Elo | G | R | V | Pkt. | Partien |
| --- | ----- | ------------------------- | ---- | --- | - | - | - | ---- | ------- |
| 1   |       | Jaime Lladó Lumbera       | ESP  |     | 1 | 3 | 4 | 2,5  | 8       |
| 2   |       | Fermín Tejero Royo        | ESP  |     | 2 | 2 | 4 | 3    | 8       |
| 3   |       | Joan Bautista Sánchez     | ESP  |     | 4 | 2 | 1 | 5    | 7       |
| 4   |       | Cecilio Domínguez Márquez | ESP  |     | 1 | 1 | 4 | 1,5  | 6       |
| 5   |       | Francisco Correa Garrido  | ESP  |     | 0 | 1 | 2 | 0,5  | 3       |

## CA Schweppes Madrid
nicht angetreten